# 神奈川県県土整備局
神奈川県県土整備局 （かながわけんけんどせいびきょく）は、神奈川県局設置条例により神奈川県に置かれる知事部局の一つ。

## 分掌事務
1. 都市計画に関する事項
2. 道路、河川その他土木に関する事項
3. 住宅及び建築に関する事項

## 組織
- 局長
  - 総務室
  - 事業管理部
    - 県土整備経理課、建設業課、用地課

  - 都市部
    - 都市計画課、技術管理課、環境共生都市課、交通政策課、都市整備課、都市公園課

  - 道路部
    - 道路企画課、道路管理課、道路整備課

  - 河川下水道部
    - 河川課、砂防海岸課、下水道課

  - 建築住宅部
    - 住宅計画課、公共住宅課、建築指導課、建築安全課、営繕計画課

## 出先機関
- 横須賀土木事務所
- 平塚土木事務所
- 藤沢土木事務所
- 厚木土木事務所
  - 東部センター
  - 津久井治水センター
- 県西土木事務所
  - 小田原土木センター
- 横浜川崎治水事務所
  - 川崎治水センター
- リニア中央新幹線推進事務所
- 流域下水道整備事務所
- 住宅営繕事務所
- 三保ダム管理事務所
- 城山ダム管理事務所